# 瑞达良寺
瑞达良寺（[ʃwèθàljáʊɰ̃ pʰəjá]），是缅甸勃固的一所佛寺。
瑞达良大佛是一尊卧佛。长度为55（180英尺），高度为16（52英尺），据称始建于994年。于1757年勃固被攻陷时失踪。在英国殖民统治期间，佛像于1880年在丛林深处被重新发现。1881年开始修复，1930年增加了镶嵌工艺的枕头（左侧）。